# Art Carney
Arthur William Matthew Carney, mais conhecido por Art Carney (Mount Vernon, 4 de novembro de 1918 — Chester, 9 de novembro de 2003), foi um comediante norte-americano de teatro, cinema e televisão.

## Carreira
A carreira de Carney começou com um papel sem créditos em Gold Pot, filme do programa de rádio interpretando um membro de uma banda. Carney, com um talento para imitar, trabalhou constantemente no rádio durante a década de 1940, interpretando papéis de celebridades.
Carney trabalhou no rádio na década de 1940 mas migrou para a televisão na década de 1950 até 1970. Seu primeiro papel foi numa adaptação do rádio para a televisão no programa A Amsterdam Mostrar Morey onde ele ficou conhecido pelo slogan "Você sabe o que quero dizer?".
O seu papel de maior sucesso foi o de Ed Norton em The Honeymooners que ele foi nomeado a sete prémios Emmy,  vencendo seis.
O papel mais importante de sua carreira foi o de Harry Coombes em Harry, O Amigo de Tonto que lhe rendeu o Oscar de melhor ator e o Globo de Ouro de Melhor Ator - Comédia ou Musical, no Oscar ele derrotou Al Pacino por O Poderoso Chefão: Parte II, Dustin Hoffman por Lenny e Jack Nicholson por Chinatown.
Após o Oscar ele atuou ainda em filmes de sucesso como The Muppets Take Manhattan e o suspense Firestarter.

## Vida pessoal
Carney era o caçula de seis filhos (Fred, Jack, Ned, Phil, Robert), nasceu em Mount Vernon, Nova York, filho de Helen e Edward Michael Carney, que era um jornalista. Sua família era irlandesa americana e católica.
Carney foi casado três vezes com duas mulheres: Jean Myers, 1940-1965, e novamente em 1980 até sua morte em 2003, e Barbara Isaac de 21 de dezembro de 1966 até 1977. Ele tinha três filhos com sua primeira esposa, Brian (nascido em 1946), Eileen (nascido em 1946) e Paul (nascido em 1952).
Art Carney morreu 9 de novembro de 2003, aos 85 anos, de causas naturais em uma casa de repouso perto de sua casa em Westbrook, Connecticut. Ele está enterrado no Cemitério de Riverside em Connecticut.

## Filmografia
- 1964 - O Rolls-Royce Amarelo

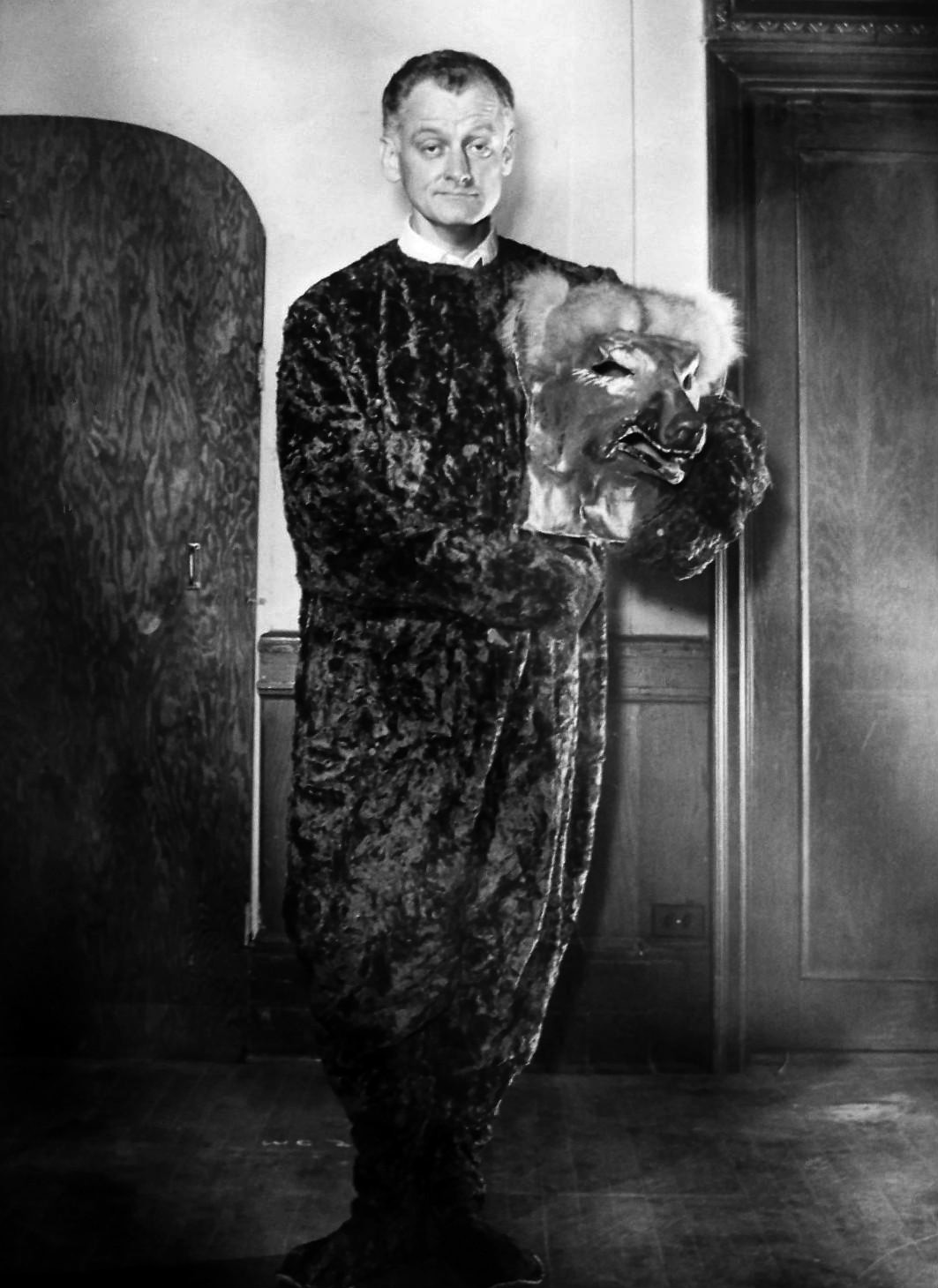
Art Carney em 1959.

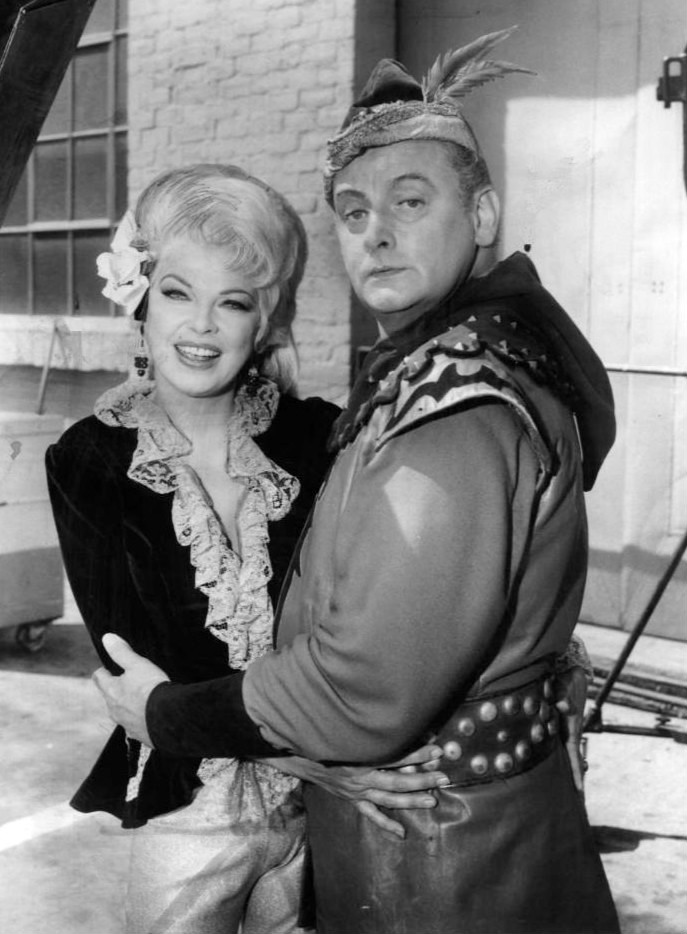
Art Carney no filme Batman em 1967.

- 1967 - A Guide for the Married Man
- 1970 - The Great Santa Claus Switch
- 1974 - Harry, O Amigo de Tonto
- 1975 - W.W. and the Dixie Dancekings
- 1976 - Won Ton Ton, the Dog Who Saved Hollywood
- 1977 - The Late Show
- 1977 - Scott Joplin
- 1978 - Movie Movie
- 1978 - Um Viúvo Trapalhão
- 1979 - Going in Style
- 1979 - Steel
- 1979 - A Morte Ronda a Pantera
- 1979 - Ravagers
- 1980 - Roadie
- 1980 - Defiance
- 1981 - St. Helens
- 1981 - Pegue Seu Emprego e…
- 1982 - Antes Tarde do que Nunca
- 1984 - Firestarter
- 1984 - Os Muppets Conquistam Nova Iorque
- 1984 - The Naked Face
- 1987 - Night Friend
- 1993 - O Último Grande Herói